# Ямато (период)
Ямато (на японски: 大和時代) е период от японската история, когато японският императорски двор управлява от територията на съвременната префектура Нара, тогава провинция Ямато. Периодът е белязан от значително нарастване на японските земи.
Обхваща периода от 250 до 710 г., включвайки периодите Кофун (ок. 250 – 538) и Асука (538 – 710), но действителното му начало все още е обект на дискусии. Върховенството на императорския двор е оспорване през Кофун от регионалните политики в различните части на Япония. Със сигурност, обаче, народът Ямато разполага с по-големи предимства от останалите народи през 6 век. Подобрените земеделски техники (например, употребата на железни инструменти и изравняването и заливането на оризищата) позволяват на владетелите на Ямато да упражняват контрол над значително количество работна тъка. Именно тази работна ръка започва да строи големите могили, характерни за периода Ямато.
Преместването на столицата в Асука, в днешната префектура Нара, бележи началото на периода Асука. Въпреки това, периодът Кофун е археологически, докато Асука е исторически. Поради тази причина, мнозина учени считат това подразделение за остаряло и то не е особено популярно в Япония.
По време на управлението на принц Шотоку, в началото на 7 век, е съставена нова японска конституция по китайски модел. След рухването на съседното корейско царство Пекче към 660 г. японското правителство изпраща хора директно до китайския императорски двор, където те натрупват знания относно философската и социалната структура на Китай. Освен китайската етика и правителство, японците приемат и китайския календар и много от китайските религиозни практики като конфуцианство и даоизъм.